# Angela Eagle
Angela Eagle, född 17 februari 1961 i Bridlington, England, är en brittisk politiker för Labour som har varit parlamentsledamot för Wallasey sedan valet 1992. I juli 2016 meddelade Eagle att hon skulle ställa upp som utmanare till Jeremy Corbyn i valet till ny partiledare för Labourpartiet. Eagle kom ut som homosexuell i en tidningsintervju 1997.